# Morpho
Una mariposa morpho puede ser una de las más de 65 especies del género Morpho. Son mariposas neotropicales encontradas principalmente en América del Sur, así como en México y América Central. Su envergadura varía entre los 7.5 cm (3 pulgadas) de la M. rhodopteron y los imponentes 20 cm (8 pulgadas) de la M. hecuba. El nombre Morpho, que significa cambiado o modificado, es también un epíteto de Afrodita y Venus

## Características
Las mariposas morpho se caracterizan por su gran tamaño y su llamativo color azul, pero en realidad no son azules. Es el reflejo de la luz en escalas microscópicas sobre las diminutas escamas de las alas, fenómeno conocido con el nombre de coloración estructural.

## Hábitat
Las mariposas morpho son habitantes de bosques, pero se aventuran a los claros soleados para calentarse. Generalmente viven solas, excluyendo la temporada de apareamiento donde se pueden ver varias de estas mariposas. Los machos son territoriales y persiguen a sus rivales. La gente a lo largo del Río Negro en Brasil alguna vez se aprovechó de los hábitos territoriales de M. menelaus atrayéndolas a los claros con señuelos azul brillante. Las mariposas colectadas eran usadas como adorno para máscaras ceremoniales. Viven principalmente en América del Sur, así como en México y América Central.

## Ciclo de vida
El ciclo de vida completo de una mariposa morpho, desde el huevo hasta la muerte, es aproximadamente 137 días. Los adultos viven aproximadamente un mes.

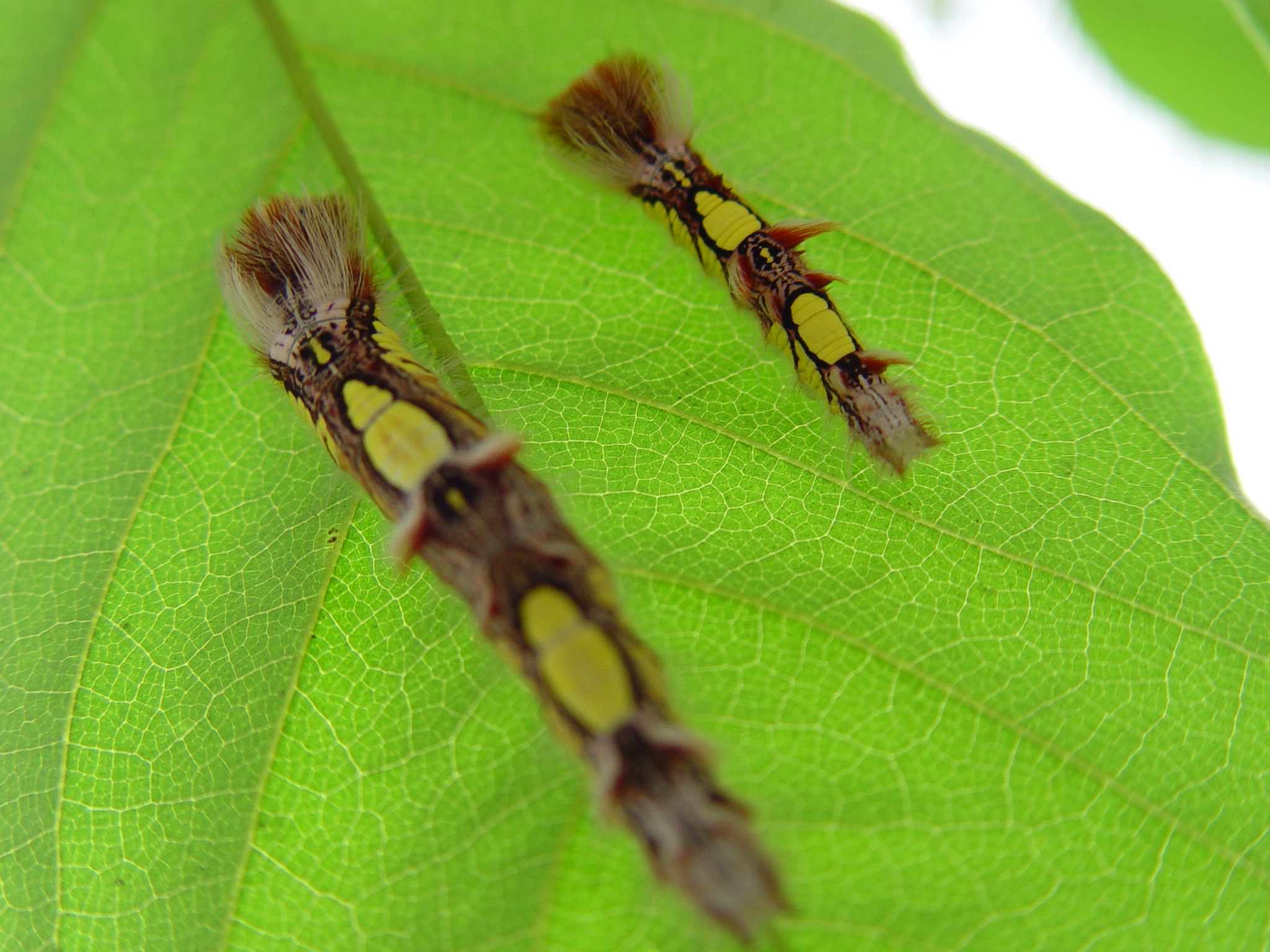
Larvas de Morpho menelaus.

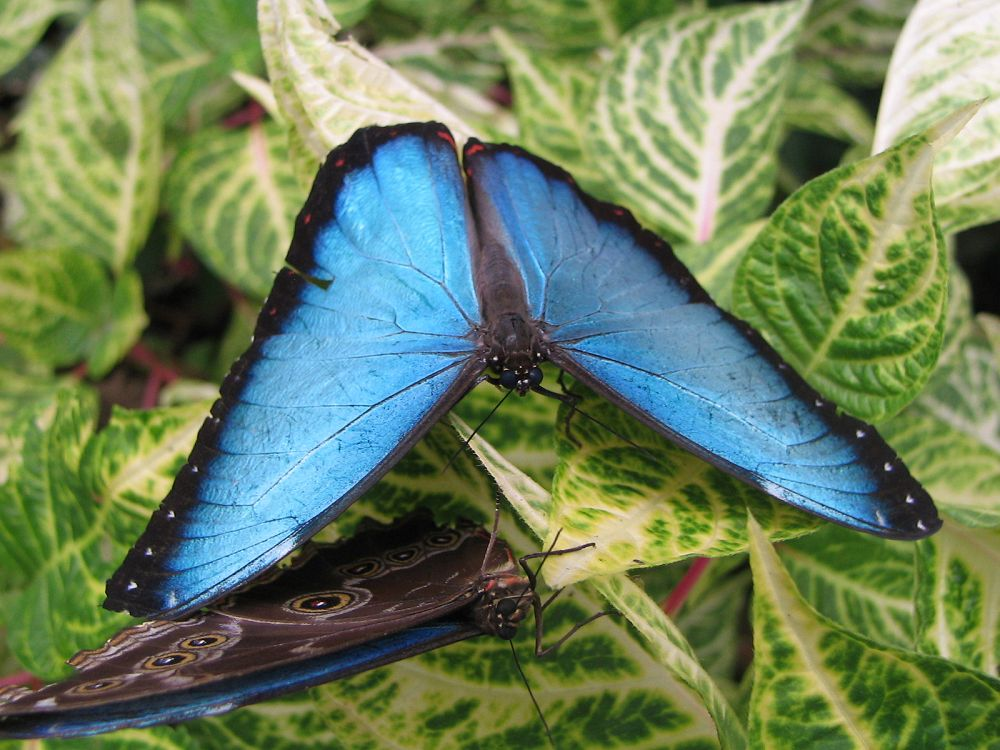

### Larva
Las larvas emerge de huevos color verde pálido con forma de una pequeña gota de rocío. Tienen el cuerpo café rojizo con manchas verde lima brillante o amarillas en el dorso. Sus pelos son irritantes para la piel humana, y cuando son molestadas secretan un fluido que huele a mantequilla rancia. Se alimentan de una variedad de Leguminosae, Gramineae, Canellaceae, Guttiferae, Erythroxylaceae, Myrtaceae, Moraceae, Lauraceae, Sapindaceae, Rhamnaceae, Euphorbiaceae, Musaceae, Palmae, Menispermaceae, Tiliaceae, Bignoniaceae y Menispermaceae.
Las larvas mudan entre cuatro y seis veces antes de entrar al estadio de pupa. Las crisálida es verde jade y emite un repulsivo ultrasonido cuando es tocada. Las larvas de algunas especies tienden a ser canibalísticas.

### Adulto
Los adultos viven alrededor de dos a tres semanas. Se alimentan de los fluidos de frutas fermentadas, animales descompuestos, savia de árboles y hongos. Son venenosas para los depredadores gracias a las toxinas que adquieren de las plantas de que se alimentan en estado larvario. 
Los adultos de la morfo azul pasan la mayor parte del tiempo en el suelo del bosque y en los arbustos bajos y árboles del sotobosque con sus alas plegadas. Sin embargo cuando están en búsqueda de compañero, la morfo azul vuela a través de todas las capas de la selva, e incluso en las copas de los árboles, pero mayormente vuelan debajo ya que no son un tipo de mariposa que les guste andar en el sol.

## Peligros de la especie
Las morphos azules más comunes son criadas masivamente en programas de reproducción. Las alas iridiscentes son usadas en la manufactura de joyería y como incrustaciones en ebanistería. Especímenes envueltos en papel son vendidos sin su abdomen para prevenir que el aceite que contienen manche sus alas. Cantidades significantes de especímenes vivos son exportados en estado de pupa desde muchos países neotropicales para su exhibición en mariposarios. Desafortunadamente, debido a su patrón irregular de vuelo y a su tamaño, sus alas son frecuentemente dañadas en cautiverio, también son dañadas por peleas entre mariposas.
Por estas razones es que esta especie se puede considerar en peligro de extinción. 

## Galería
Varias especies de mariposas morpho.

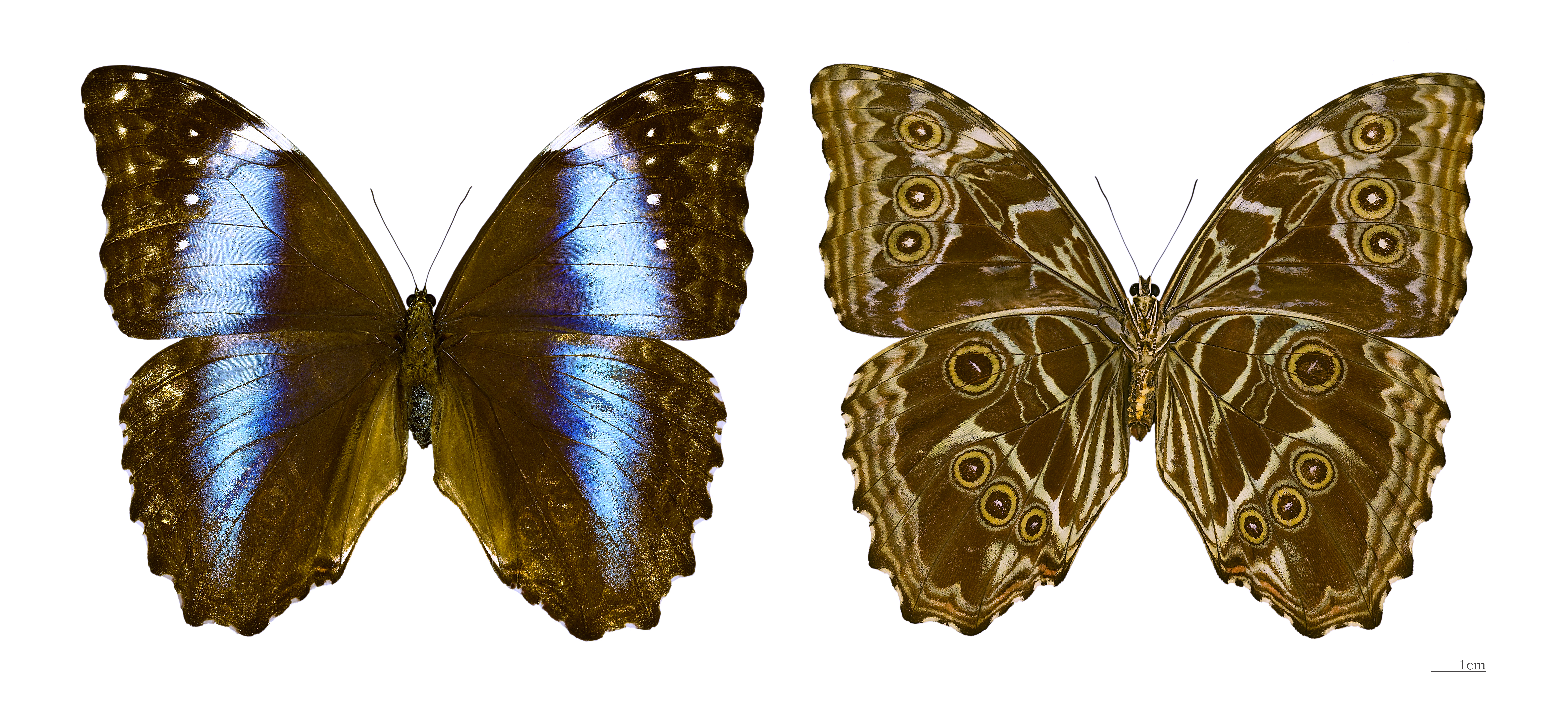
Morpho deidamia , espécimen de museo
Morpho didius, espécimen de museo
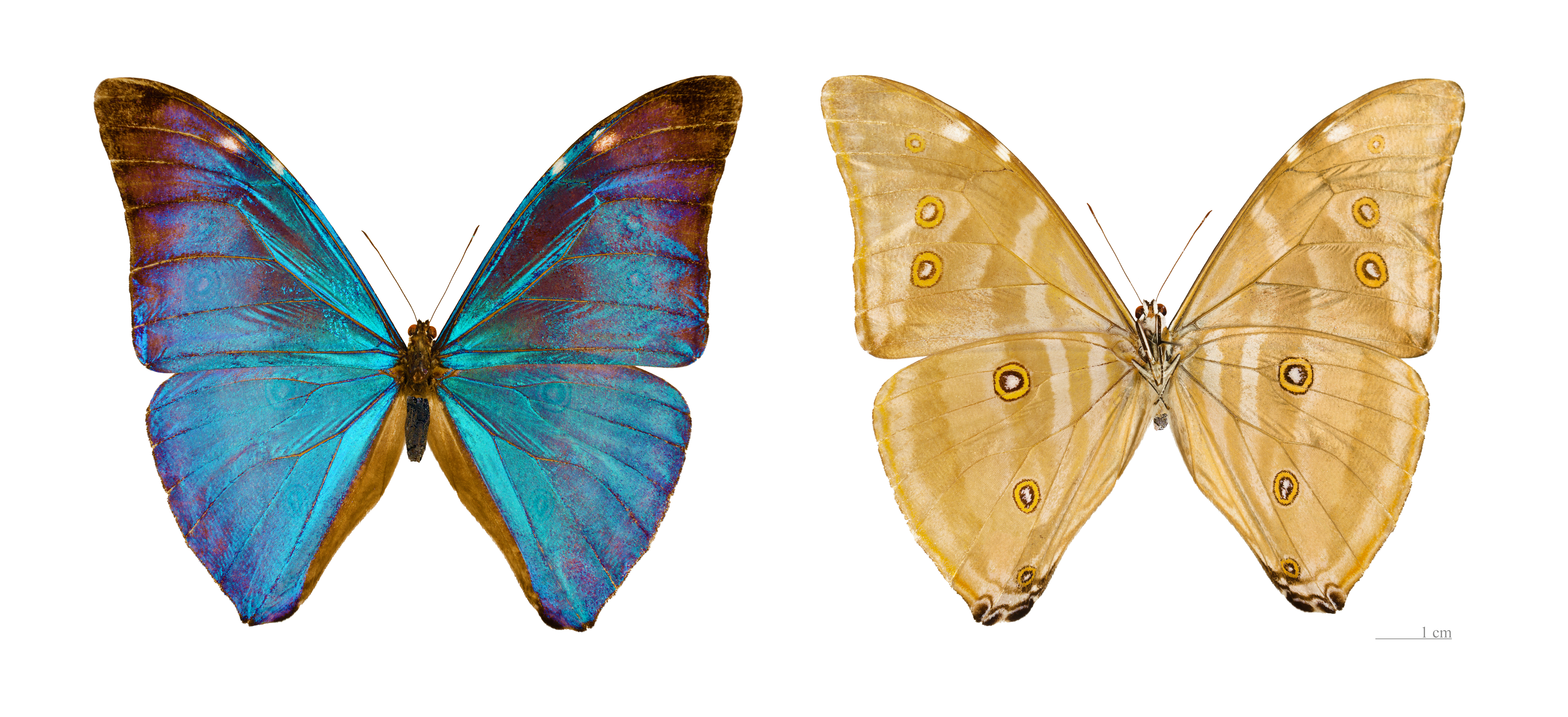
Morpho marcus, espécimen de museo
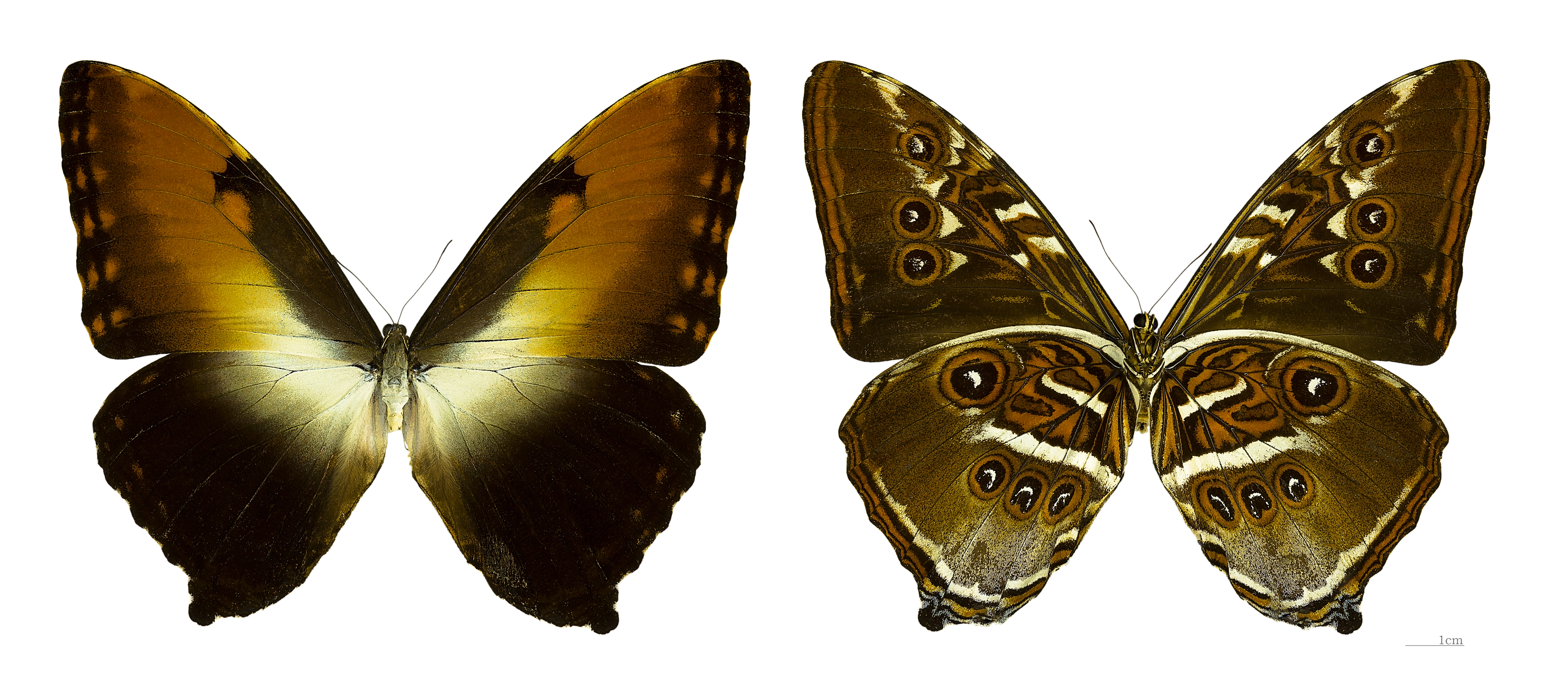
Morpho hecuba, espécimen de museo
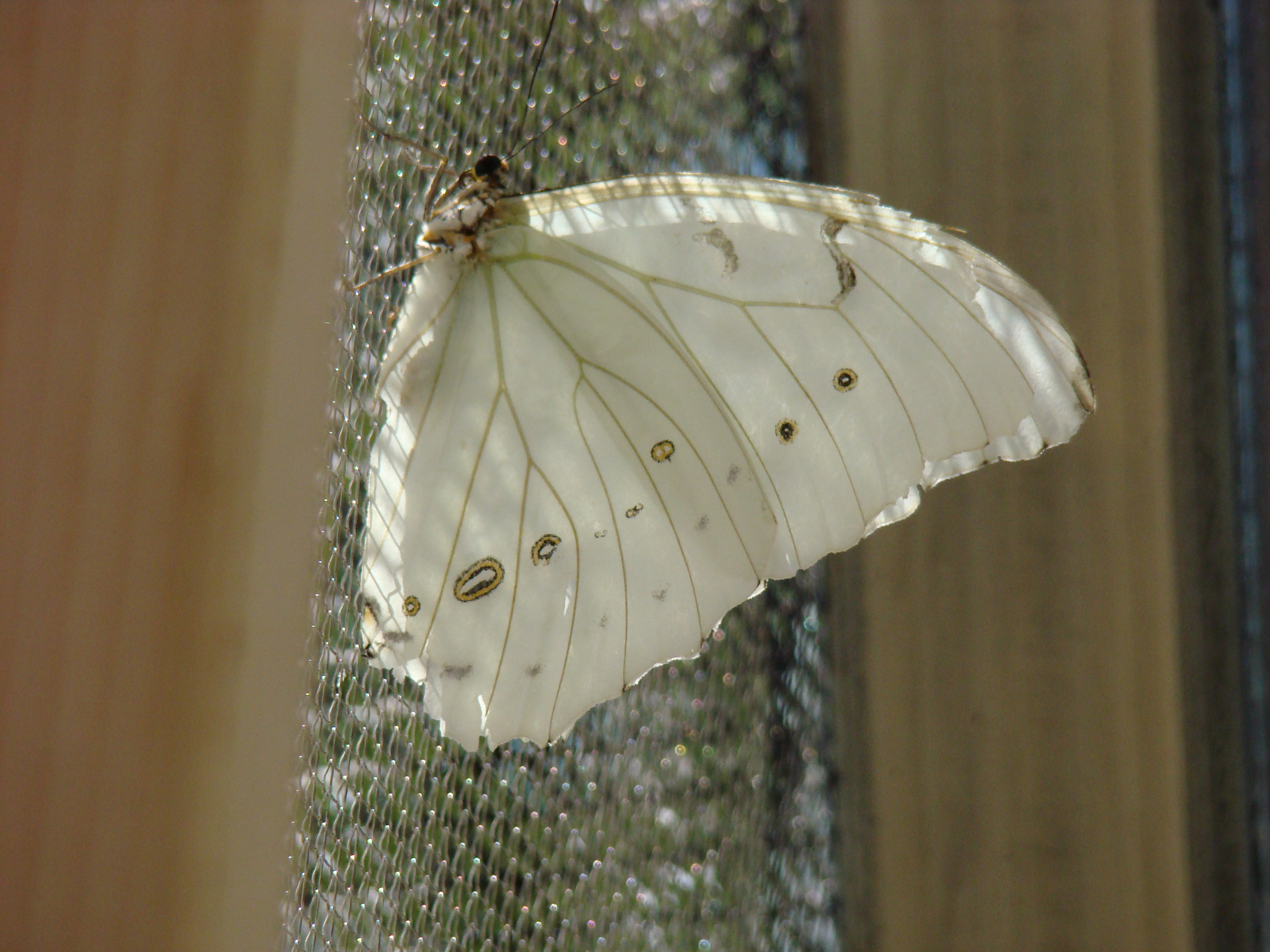
Morpho polyphemus
Morpho rhetenor, espécimen de museo